# 新疆生产建设兵团第十三师柳树泉农场
新疆生产建设兵团第十三师柳树泉农场是中华人民共和国新疆生产建设兵团第十三师下辖的一个农场。

## 行政区划
新疆生产建设兵团第十三师柳树泉农场下辖以下单位：
机关社区、农一连、农二连、农四连、农五连、农七连、农十连、园艺一连和园艺二连。